# 里萊茨峰

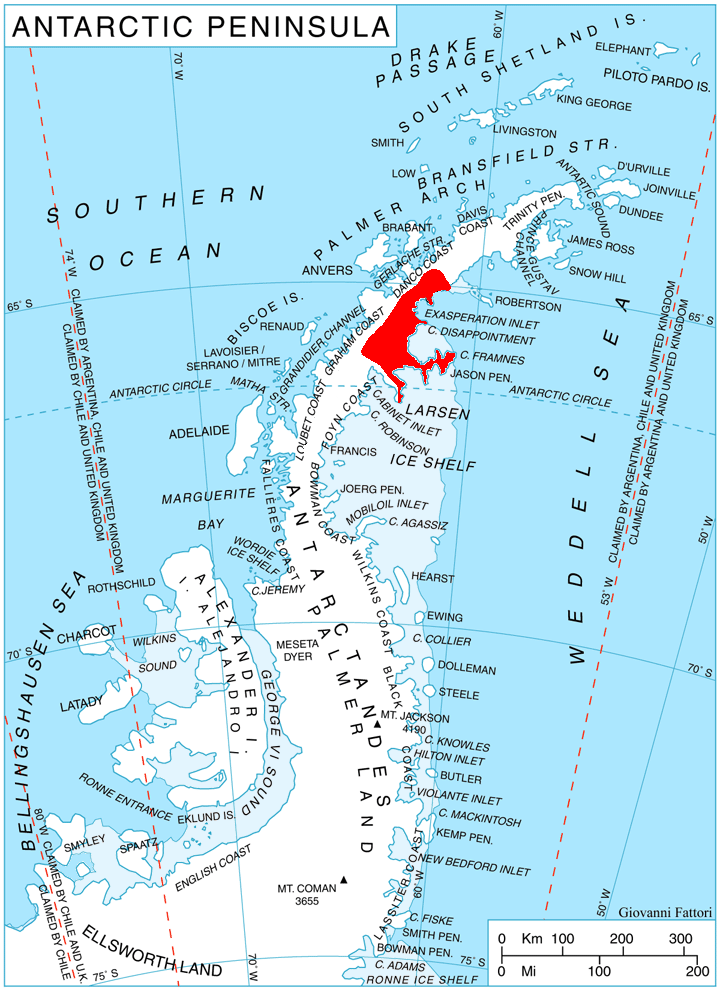

里萊茨峰（英語：Rilets Peak）是南極洲的山峰，位於葛拉漢地，處於拉多韋內角以西16.73公里，屬於亞里斯多德山脈中斯泰夫雷克嶺的一部分，海拔高度1,300米。
65°26′28″S 62°27′31″W / 65.44111°S 62.45861°W

## 外部連結
- Rilets Peak. （页面存档备份，存于） SCAR Composite Antarctic Gazetteer.